# Thierry Meyssan

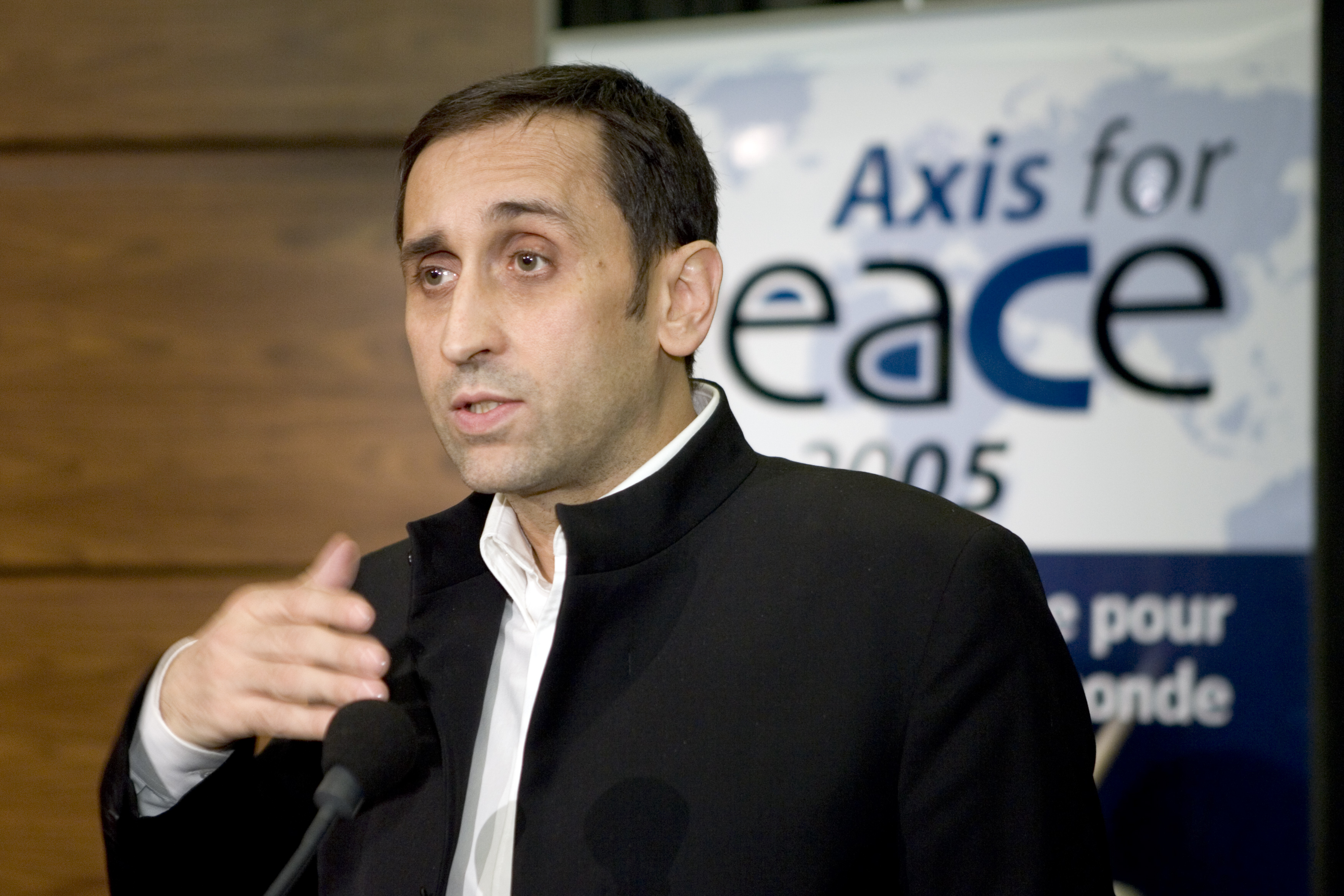
Thierry Meyssan (2005)

Thierry Meyssan (* 18. Mai 1957 in Talence, Gironde) ist ein französischer Autor, Journalist und politischer Aktivist, er ist Vorsitzender des Vereins Réseau Voltaire, der aus Frankreich ein Nachrichten- und Meinungsportal im Internet betreibt.

## Werdegang
Thierry Meyssan entstammt einer Familie von Diplomaten und Militärs. Sein Großvater, Oberst Pierre Gaïsset, gehörte zu den ersten hohen französischen Offizieren, die in die Vereinten Nationen (UNO) aufgenommen wurden. Gaïsset befand sich, als Militärbeobachter der UNO, in der Autokolonne des UNO-Vermittlers für Palästina Folke Bernadotte und André Serot, als im September 1948 von Angehörigen der jüdischen Terroristen-Gruppe Lechi auf sie ein Anschlag verübt wurde. Dabei wurden Bernadotte und Serot erschossen. Gaïsset trat die Nachfolge von Oberst Serot an und wurde später Vorsitzender der Waffenstillstandskommission Israel-Libanon. Sein Vater ist Michel Meyssan, der als Berater des Premierministers Jacques Chaban-Delmas im Rathaus von Bordeaux tätig war. Daher wurde er mit dem Ideal des sozialen Gaullismus erzogen. Seine Mutter leitete die interdiözesanen Werke der Region Aquitanien. Er war in seiner Jugend in der christlichen Bewegung der Charismatischen Erneuerung aktiv und begann ein Theologiestudium am Priesterseminar von Orleans. Ein 1986 in der katholischen Zeitschrift La Vie veröffentlichtes Foto zeigt ihn inmitten von Gläubigen, die sich zu Pfingsten 1975 vor dem Balkon des Papstes Paul VI. versammelten. Er hatte sein Coming-out nach der Heirat. Meyssan wurde daraufhin wegen Homosexualität exkommuniziert. Der Kampf für das Recht auf sexuelle Differenz prägte seine Arbeit in den 1980er Jahren. Er brach sein Studium der Theologie ab und studierte dann Politikwissenschaft an der SciencesPo, wandte er sich der politischen Linken zu und engagierte sich gegen die Diskriminierung Homosexueller. Er wurde 1993 Sekretär des sozialliberalen Parti radical de gauche und gründete im Folgejahr das Réseau Voltaire (Voltaire-Netzwerk) mit dem Ziel, Laizismus und Meinungsfreiheit zu verteidigen und zu fördern. Meyssan war Autor eines Untersuchungsberichts über die rechtsextreme Partei Front National.
Sein 2002 veröffentlichtes Buch L’effroyable imposture (deutscher Titel: 11. September 2001. Der inszenierte Terrorismus. Auftakt zum Weltenbrand?) vertritt politische Verschwörungstheorien zu den Terroranschlägen am 11. September 2001, es wurde zu einem Bestseller, der in viele Sprachen übersetzt wurde. Er spekuliert darin, dass die Anschläge als False-Flag-Operation vom militärisch-industriellen Komplex in Kenntnis der Regierung von George Walker Bush geplant und durchgeführt wurden.
Meyssan versuchte mit der von ihm ins Leben gerufenen Konferenz Axis for Peace in Brüssel im November 2005 und danach mit dem Voltaire-Netzwerk, nachdem die ursprüngliche Organisation 2007 aufgelöst worden war, seine politischen Thesen in Europa bekannter zu machen. Das Voltaire-Netzwerk tritt online als Nachrichten- und Meinungsportal auf, in erster Linie mit Texten von Meyssan, in 7 Sprachen in Erscheinung (Deutsch, Englisch, Französisch, Italienisch, Portugiesisch, Spanisch, Türkisch). Vom Jahre 2007 an hielt er sich in Syrien, im Libanon und in Libyen auf, bis er im Jahre 2020 wieder nach Frankreich zurückkehrte. Im Libanon stand er unter dem Schutz der Hisbollah, in Syrien und in Libyen unter dem Schutz der jeweiligen Regierungen.
Thierry Meyssan ist der Vater von Raphaël Meyssan, Illustrator und Autor der Graphic Novel Les Damnés de la Commune (Delcourt), aus der eine Geschichtsdokumentation produziert wurde, ausgestrahlt auf Arte anlässlich des 150. Jahrestages der Kommune von Paris von 1871.

## Veröffentlichungen
- La Protection des homosexuels dans le droit européen. de Collectif, Projet Ornicar éd., Paris 1993, ISBN 2-910209-00-8.
- L’Intégration des transsexuels. de Collectif, Projet Ornicar éd., Paris 1993, ISBN 2-910209-01-6.
- Charles Millon, le porte-glaive. de Collectif, Golias, Lyon 1999, ISBN 2-911453-39-5.
- L’Énigme Pasqua. Golias, Lyon 2000, ISBN 2-911453-88-3.
- Terrorisme en soutane : Jean-Paul II contre l’IVG. par le Réseau Voltaire pour la liberté d’expression, L’Esprit frappeur, Paris 2000, ISBN 2-84405-141-3.
- 11. September 2001. Der inszenierte Terrorismus. Auftakt zum Weltenbrand? Editio de Facto, Kassel 2002, ISBN 3-9808561-0-0.
- Pentagate. USA Books, New York 2002, ISBN 1-59209-028-1.
- Os Senhores da Guerra. Frenesi, Lisboa 2002, ISBN 972-8351-67-4.
- Le Cartel Bush. Timéli, Genève 2004, ISBN 2-940342-05-9.
- Politicamente Incorrecto. Ciencias sociales, Cuba 2004, ISBN 959-06-0640-7.
- El Neron del siglo XXI, Apostrofe, Madrid 2004, ISBN 84-455-0258-1.
- L’Effroyable imposture 1 & Le Pentagate. Nouvelle édition annotée, Demi-lune, Paris 2007, ISBN 978-2-9525571-6-0.
- L’Effroyable imposture 2. Manipulations et désinformation. Editions Alphée-Jean-Paul Bertrand, Paris 2007, ISBN 978-2-7538-0239-1.